# سوهو، اسلونی
سوهو (به لاتین: Suho, Dobje) یک زیستگاه انسانی در اسلوونی است که در Dobje Municipality واقع شده‌است.

## خصوصیات
سوهو ۰٫۸۸ کیلومترمربع مساحت و ۶۰ نفر جمعیت دارد و ۵۳۳ متر بالاتر از سطح دریا واقع شده‌است.